# Wincenty Piotr Brzostowski
Wincenty Piotr Brzostowski (ur. 18 lipca 1864 w Łaskarzewie, zm. 11 sierpnia 1948 tamże) – polski działacz niepodległościowy i społeczny, wójt Łaskarzewa, rolnik.

## Życiorys
Syn rolnika Adama Brzostowskiego (1818–1873) i Małgorzaty z Rękawków (1831–1884), urodzonej w Garwolinie, w rodzinie rzemieślniczej. Ukończył kilka klas szkoły powszechnej. Władał biegle w mowie i piśmie językiem rosyjskim, przez wiele lat prowadził w Łaskarzewie biuro podań. W 1905 organizował w miasteczku manifestacje o charakterze patriotycznym, za co był więziony przez władze carskie. W 1911 współorganizował Towarzystwo Ochotniczej Straży Ogniowej w Łaskarzewie, został wówczas zastępcą naczelnika Ochotniczej Straży Ogniowej (OSO). W pierwszych latach po odzyskaniu niepodległości przez Polskę pełnił funkcję wójta Łaskarzewa.
Należał do najzamożniejszych mieszkańców Łaskarzewa, był właścicielem kilku kamienic; jedną z nich w 1921 wynajął miejscowej gminie żydowskiej na dom modlitwy. W 1921 został wybrany wiceprezesem, a w 1932 prezesem Ochotniczej Straży Pożarnej w Łaskarzewie. W 1931 na 20-lecie OSP otrzymał brązowy medal i dyplom za wysługę lat. Był również organizatorem w Łaskarzewie Kasy Stefczyka. W wyborach parlamentarnych „brzeskich” z 1930 aktywnie wspierał listę nr 19 – Katolickiego Bloku Ludowego, którego trzon stanowiło Polskie Stronnictwo Chrześcijańskiej Demokracji (PSChD), współpracował z późniejszym posłem Bronisławem Bogdanowiczem.
W okresie okupacji hitlerowskiej, w stodole Brzostowskiego na tzw. „Kępkach” Armia Krajowa magazynowała broń palną i amunicję, ukryte w 1939 przez żołnierzy polskich i następnie odnalezione przez partyzantów. Transportem znalezionej broni i sprzętu wojskowego zajmował się syn Wincentego, Antoni Brzostowski, ps. „Grab”, żołnierz AK Rejonu „Ryba” Łaskarzew-Podłęż. W 1944 Wincenty Brzostowski został ciężko pobity przez żandarmów niemieckich. Nie odzyskał już pełni sił. Zmarł po długiej chorobie. Pochowany został na cmentarzu parafialnym w Łaskarzewie.
Z pierwszego małżeństwa z Franciszką Jóźwicką (1868–1911) doczekał się trzech synów: Józefa (1887–1967), Edwarda (1893–1924) i Stanisława (1897–1944). Po śmierci Franciszki poślubił Anielę Czarnacką z Kalinowca (1887–1970). Miał z nią jednego syna Antoniego (1916–1987). Wuj Franciszka Paśniczka (1889–1955), pradziad Piotra i Tomasza Kaszubowskich. Bratem wuja i szwagra Brzostowskiego był ks. Wawrzyniec Lewandowski (1831–1864), bohater powstania styczniowego.